# Contea di Dingbian
La contea di Dingbian (定边县S, Dìngbiān XiànP) è una contea della Cina, situata nella provincia dello Shaanxi e amministrata dalla prefettura di Yulin.